# John Salako
John Salako (ur. 11 lutego 1969 w Ibadan, Nigeria) – angielski piłkarz występujący na pozycji pomocnika. W 1991 roku rozegrał 5 spotkań w reprezentacji Anglii.
Salako najlepsze lata kariery spędził w Crystal Palace. W 1990 roku był członkiem drużyny, która awansowała do finału Pucharu Anglii. Jako zawodnik Palace 5 razy wystąpił w reprezentacji Anglii, debiutując 1 czerwca 1991 roku w wygranym 1-0 towarzyskim meczu z Australią.
Po zakończeniu piłkarskiej kariery Salako rozpoczął pracę jako komentator w stacji Sky Sports, a w 2009 roku został trenerem drużyny do lat 16 Crystal Palace.
W 2005 roku z okazji 100-lecia Crystal Palace wybrany w głosowaniu kibiców do najlepszej XI w historii klubu.